# Tamagoyaki

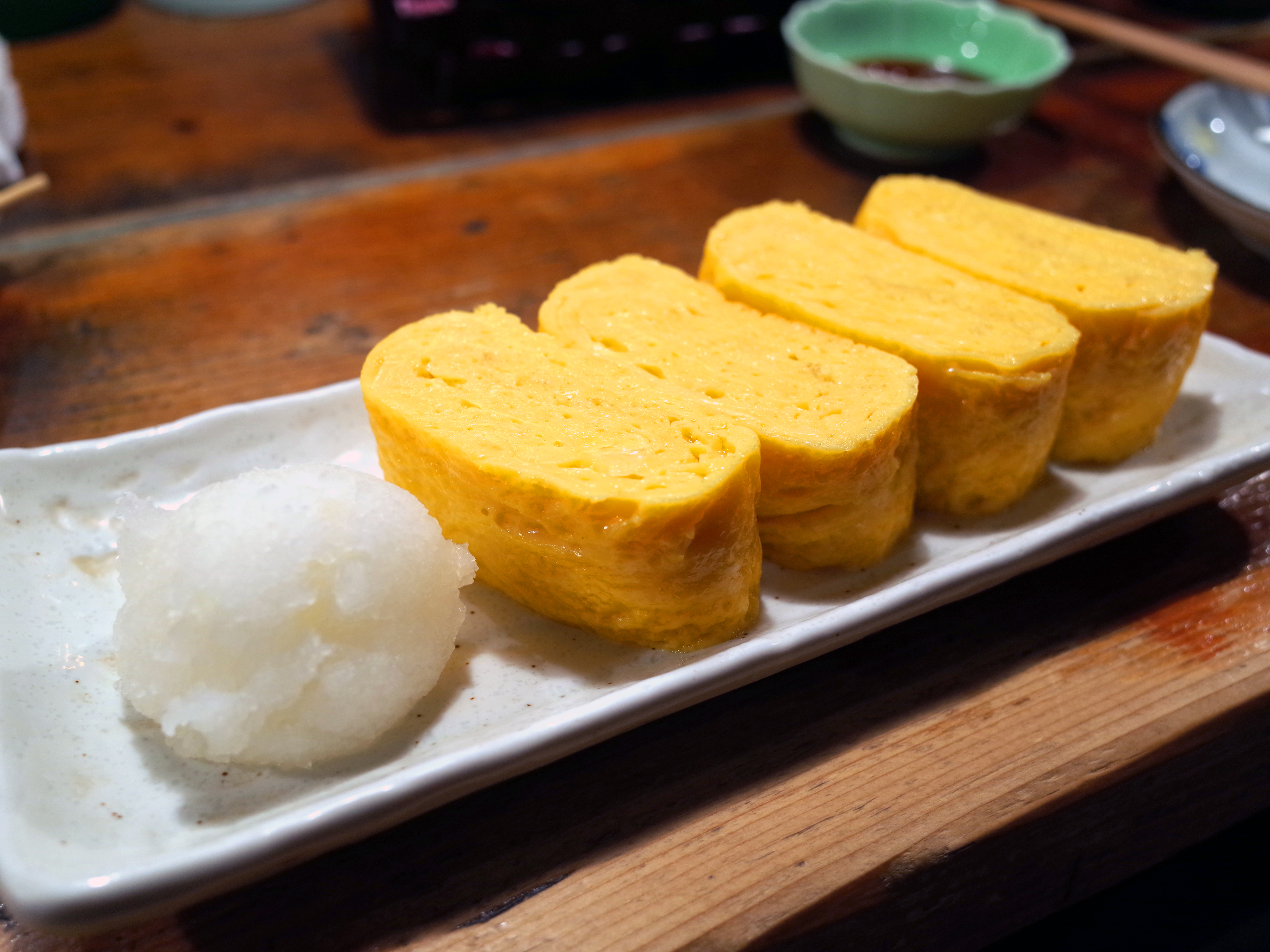
Tamagoyaki in Scheiben

Tamagoyaki (jap. 卵焼き dt. etwas: „gebratenes Ei“, alternativ 玉子焼き) ist in der japanischen Küche ein gerolltes Omelett. Es wird gern als Belag für Sushi und als Beilage in japanischen Bentōs verwendet.

## Zubereitung
Die Masse aus geschlagenen Eiern wird mit Mirin, Sojasoße und Zucker gewürzt. Durch die Zugabe von Mirin und Zucker erhält die Speise eine süße Note. Eine andere mögliche Variante, bei der Dashi verwendet wird, nennt sich dashimaki tamago (だし巻き卵).
Der sehr flüssige Teig wird dann in dünnen Schichten in einer rechteckigen Eisenpfanne gebraten. Wenn die Masse zu stocken beginnt, wird das Omelett von einer Seite aus wie eine Rolle dreifach zusammengeklappt und eine weitere Schicht Eimasse in die Pfanne gegeben, wobei die flüssige Masse auch unter die an der Seite liegende Rolle laufen muss. Auf diese Art wird die Omeletterolle in mehreren Durchgängen von einer auf die andere Seite gerollt und dabei immer dicker.

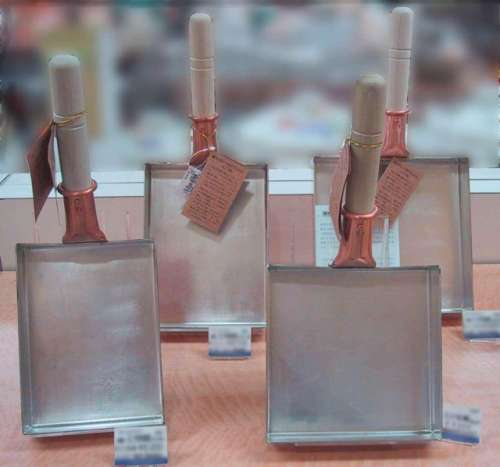
Die rechteckige Eisenpfanne Makiyakinabe (auch Tamagoyakiki)

Die perfekte Form ist erreicht, wenn die Rolle rechteckig geworden ist und die Scheiben als Auflage für ein Nigiri-Sushi verwendet werden können. Die Omeletterolle wird quer in Stücke geschnitten, so dass die durch das schichtweise Braten entstandene Maserung sichtbar ist.
Für die Verwendung in einem Bentō wird das Omelette noch heiß in eine Sushimatte gerollt, bevor man es schneidet. Dadurch drückt sich außen das Muster der Matte ein, was einen zusätzlichen optisch ansprechenden Effekt ergibt.
Für die Verwendung als Füllung in Futo-Maki (dicke Sushi-Rollen) wird die gleiche Masse in einer dickeren Schicht zum Stocken gebracht und dann in Streifen geschnitten.
Eine ähnliche Eimasse wird in Japan zu sehr dünnen Omelettes gebacken, die zum Einwickeln kleiner Happen oder in dünne Streifen geschnitten zur Dekoration verwendet werden. Dies nennt sich dann Usuyaki tamago (wörtlich: „dünn gebratenes Ei“).

## Sonstiges
In der westjapanischen Stadt Akashi bezeichnet „Tamago-yaki“, meist in der gleichbedeutenden Schreibweise 玉子焼き tamago yaki, die auswärts als Akashi-yaki bekannte Spezialität der Stadt.